# Taekwang Group
Taekwang Group é um conglomerado industrial sul coreano que atua em diversos ramos da economia.

## História
Foi criado em 1950.

## Subsidiarias
- Taekwang Industry
- Taekwang Synthetic Fiber (ChangShu, China)
- Taekwang Swimwear fabric factory (ChangShu, China)
- Daehan Synthetic Fiber
- Heungkuk Fire & Marine Insurance
- Heungkuk Life Insurance
  - Incheon Heungkuk Life Pink Spiders
- Goryo Mutual Savings Bank
- Yegaram Mutual Savings Bank
- Heungkuk Investment & Financial Services
- Heungkuk Securities (original see Fides)
- Taekwang Tour Development
- T-broad
- T-cast
- KDMC*
- tsis
- Korea Book Promotions
- Iljoo Academy
- Iljoo Academy & Culture Foundation
- Sehwa Academy & Culture Foundation